# Crespina (indumentaria)
La crespina es un tocado femenino de seda, compuesto por una especie de cofia de redecilla usado desde el siglo XIII, que servía para recogerse el cabello.

## Evolución
La crespina fue un recurso de la indumentaria femenina para suavizar la prohibición moral de que la mujer llevase sus cabellos al descubierto. Apareció en Europa a finales del siglo XIII asociada al uso del barboquejo y el «fillet». Consistía en una "estructura de retícula de alambre". Su uso se popularizó entre las mujeres cortesanas hasta el punto de llevarse la crespina sola, alternando con la moda de las trenzas largas a lo largo del rostro.
En el periodo medieval e inicio del Renacimiento también se llamaba así una redecilla hecha de cabellos. A partir del siglo XVII aparecen crespinas en forma de una cinta o banda de pasamanería calada con remates de borlas o franjas.